# Brigitte Unger
Brigitte Unger (* 27. Oktober 1955 in Güssing) ist eine österreichische Wirtschafts- und Sozialwissenschaftlerin. Unger ist seit 2002 Professorin für Finanzwissenschaft an der Universität Utrecht, Utrecht School of Economics. 

## Werdegang
Unger studierte zunächst Gesang an der Musikhochschule Wien in den Jahren 1973–1975 und anschließend französische Literatur an der Sorbonne, Paris. 1977 nahm sie an der Universität Wien parallel zum französischen und russischen Dolmetschstudium ein Ökonomiestudium auf, welches sie 1981 mit einem Diplom abschloss. 1982–1984 folgte sie eine post graduate Ausbildung am Institut für Höhere Studien, Wien und schrieb ihre Dissertation an der Wirtschaftsuniversität Wien zum Thema „Die Auswirkungen der Finanzierung von Staatsschulden und Budgetdefiziten“. Während ihres anschließenden Habilitationsstudiums war Unger Stipendiatin an der Harvard-Universität, am Zentrum für Europäische Studien, als Joseph Schumpeter und Fulbright Fellow sowie an der Stanford-Universität als Dr. Maria Schaumayer Stipendiatin. Weitere Forschungsaufenthalte verbrachte sie in Berkeley, an der Europauniversität Florenz und am niederländischen Institut NIAS. Im Jahr 1998 folgte die Habilitation zum Thema „Room for Manoeuvre. Choices Left for National Economic Policy Making“ an der Wirtschaftsuniversität Wien am Lehrstuhl Professor Ewald Nowotny. Im gleichen Jahr wurde Brigitte Unger zunächst zur außerordentlichen Universitätsprofessorin für Ökonomie an der Wirtschaftsuniversität Wien berufen, bis sie im Jahr 2002 den Lehrstuhl für Finanzwissenschaft an der Universität Utrecht erhielt.
Seit 2007 ist Brigitte Unger Beraterin der niederländischen Regierung zum Thema Geldwäsche und war auch Mitglied im Rat für Finanzausgleich. Im Februar 2008 wurde Unger Mitglied der EU Arbeitsgruppe zur Erstellung statistischer Indikatoren für Geldwäsche in der DG Home Affaires. Unger ist seit 2009 Mitglied des Rates für Sicherheitskooperationen im pazifisch-asiatischen Raum (CSCAP). Gleichzeitig ist Unger Mitglied der EU Arbeitsgruppen Asset Recovery Offices und Virtual Currencies, DG Home Affaires der Europäischen Kommission, Beraterin der UNODC und der Panama Kommission im Europaparlament.
Von Februar 2012 bis Oktober 2015 war Brigitte Unger auch wissenschaftliche Direktorin des Wirtschafts- und Sozialwissenschaftlichen Instituts (WSI) in der Hans-Böckler-Stiftung. Seit November 2016 leitet sie das dreijährige EU-Horizon 2020 Projekt über Steuerhinterziehung, COFFERS, Combating Fiscal Fraud and Empowering Regulators.
Ungers Forschung konzentriert sich auf den Öffentlichen Sektor, Institutionelle Ökonomie, Makroökonomie, Wirtschaftspolitik und internationale Finanzpolitik, Staatsschulden, Steuerhinterziehung und Geldwäsche.
Im März 2020 wurde sie von Finanzminister Gernot Blümel dem Ministerrat als Mitglied des Generalrats der Oesterreichischen Nationalbank für die Dauer von fünf Jahren vorgeschlagen. Im Oktober 2023 legte sie ihr Mandat zurück.